# Gernot Trauner
Gernot Trauner (Linz, 25 maart 1992) is een Oostenrijks voetballer die doorgaans speelt als centrale verdediger. Trauner stroomde in 2010 door vanuit de jeugdopleiding van LASK, voordat hij twee jaar later de overstap maakte naar SV Ried. Toen die club in 2017 degradeerde, keerde Trauner terug naar LASK, waar hij uitgroeide tot aanvoerder. In juli 2021 verruilde hij LASK voor zo'n € 1 miljoen voor Feyenoord. Met de Rotterdammers bereikte hij de finale van de UEFA Europa Conference League en won hij de Eredivisie en de KNVB Beker. Trauner debuteerde in oktober 2018 in het Oostenrijks voetbalelftal, waarmee hij deelnam aan het EK 2024.

## Clubcarrière
Trauner ging in 1997 voetballen bij de voetbalclub SV Kematen am Innbach, waar zijn vader Günther de trainer was.

### LASK
Na een scoutingstraining werd Trauner in 2005 toegelaten tot de jeugdopleiding van LASK. Daar leerde hij onder andere om zowel op als buiten het veld meer te praten. Hij maakte op 31 juli 2010 zijn officiële debuut, in de met 1–0 verloren Bundesliga-wedstrijd tegen SV Ried. In de 78ste minuut kwam hij binnen de lijnen voor René Aufhauser. Later in dat seizoen kwam Trauner in nog twaalf competitiewedstrijden in actie. In de thuiswedstrijd tegen SV Ried startte hij voor het eerst in een competitiewedstrijd. LASK degradeerde uit de Bundesliga. Hij moest het gehele seizoen 2011/12 missen wegens een heupblessure.

### SV Ried
In de zomer van 2012 maakte Trauner de overstap naar SV Ried. Op 1 september 2012 speelde hij daar zijn eerste wedstrijd, in de Bundesliga tegen Sturm Graz (0–1 nederlaag) door vlak voor tijd Nacho Rodríguez te vervangen. Hij begon bij SV Ried te spelen als centrale middenvelder, maar werd onder leiding van Oliver Glasner een centrale verdediger. Op 7 maart 2015 scoorde Trauner voor het eerst. Het was de winnende treffer in een competitieduel met SV Grödig. In Trauners eerste drie seizoenen bij de club eindigde SV Ried iedere keer op de zesde plaats in de Bundesliga. In het seizoen 2015/16 werd SV Ried zevende en was Trauner viermaal trefzeker. In het seizoen 2016/17 moest Trauner een groot deel van het seizoen missen wegens blessures en eindigde SV Ried op de tiende en laatste plaats, waardoor de club afzakte naar de 2. Liga.

### Terugkeer bij LASK

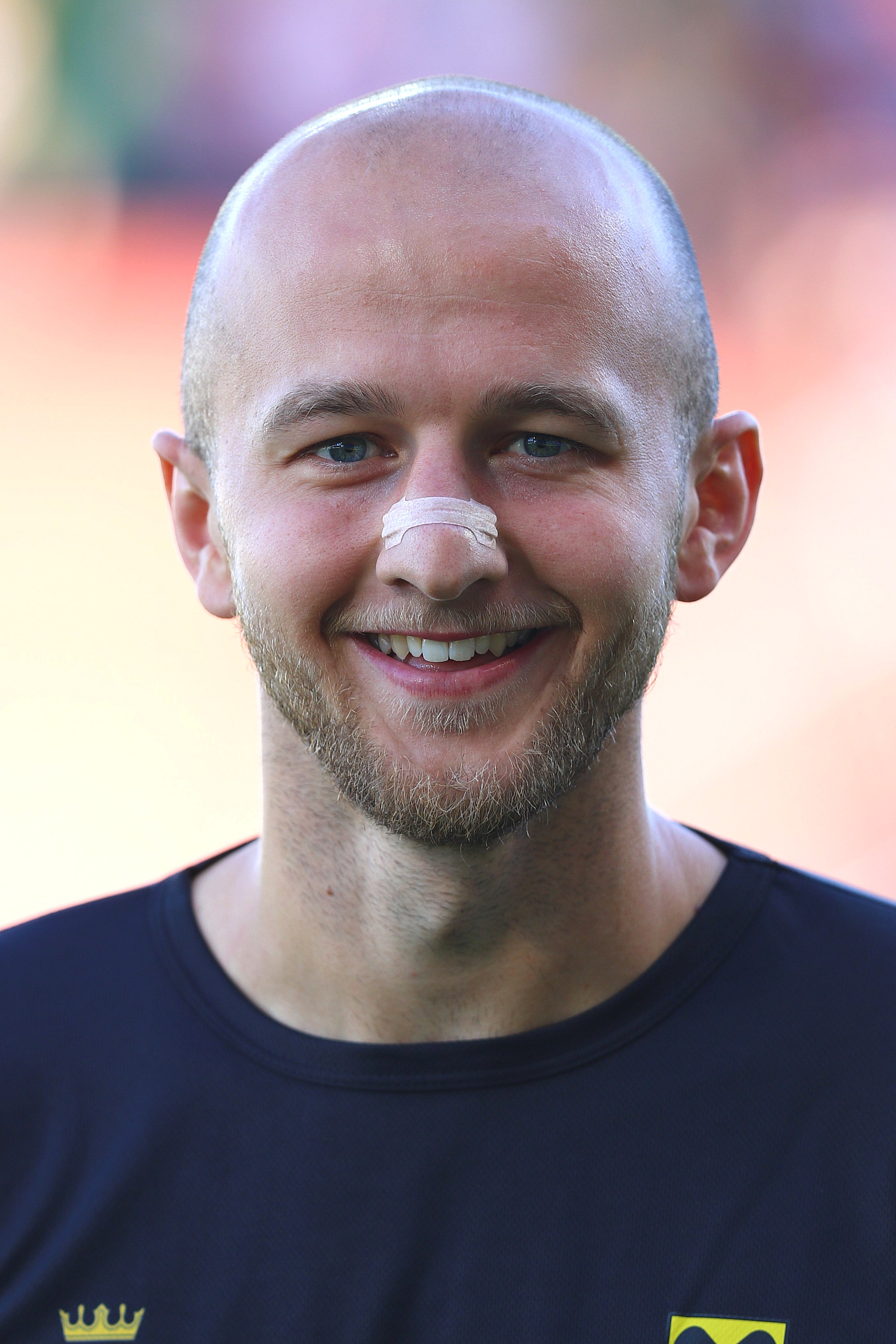
Trauner voor LASK in augustus 2018

Op 29 mei 2017 werd bekendgemaakt dat Trauner na vijf jaar terugkeerde bij het gepromoveerde LASK, waar hij herenigd werd met Glasner en een driejarig contract ondertekende. Op 15 juli 2017 speelde Trauner zijn eerste wedstrijd sinds zijn terugkeer, in de met 0–1 gewonnen wedstrijd tegen FC Kitzbühel in de ÖFB-Cup. Een week later speelde hij ook zijn eerste competitiewedstrijd sinds zijn terugkeer, tegen Admira Wacker (3–0 zege). Op 17 februari 2018 scoorde Trauner voor het eerst in het shirt van LASK. Hij maakte de openingstreffer in de met 2–0 gewonnen competitiewedstrijd tegen Rheindorf Altach. Doordat LASK in dit seizoen vierde werd, speelde LASK in de kwalificatiefase van de UEFA Europa League. Vanaf zijn tweede seizoen sinds zijn terugkeer bij LASK was Trauner de aanvoerder van het team, nadat eerdere aanvoerder Pavao Pervan overstapte naar VfL Wolfsburg. De 4–0 overwinning op Lillestrøm SK was de eerste internationale wedstrijd van Trauner. LASK werd in de derde kwalificatieronde op uitdoelpunten uitgeschakeld door Beşiktaş JK. In het seizoen 2018/19 was Trauner driemaal trefzeker en eindigde LASK op de tweede plaats in de Bundesliga, waardoor LASK in het seizoen 2019/20 deelnam aan de kwalificatiereeks voor de UEFA Champions League.
In de play-offronde van de Champions League tegen Club Brugge werd Trauner met twee gele kaarten van het veld gestuurd en werd LASK uitgeschakeld, waardoor LASK instroomde in de groepsfase van de Europa League. Op 12 december 2019 maakte Trauner zijn eerste internationale doelpunt, tegen Sporting Lissabon. Het was het eerste doelpunt bij een 3–0 zege. In de achtste finales werd LASK uitgeschakeld door Manchester United. In het seizoen 2019/20 eindigde LASK op de vierde plaats in de Bundesliga. In maart 2021 werd Trauner door de krant Kronen uitgeroepen tot speler van het jaar in Oostenrijk. Op 9 mei 2021 scoorde Trauner bij een 3–3 gelijkspel tegen WSG Tirol uit een inworp van James Holland. Later in deze wedstrijd kreeg Trauner zijn tweede gele kaart en dus een rode kaart. In het seizoen 2020/21 eindigde LASK met Trauner opnieuw op de vierde plaats in de Bundesliga, werd LASK uitgeschakeld in de groepsfase van de Europa League en verloor de club uit Linz de finale van de Oostenrijkse beker met 3–0 van Red Bull Salzburg.

### Feyenoord
Op 26 juli 2021 werd bekend dat Trauner de overstap maakte van LASK naar Feyenoord. Met die deal zou minstens 1 miljoen euro gemoeid zijn. Trauner debuteerde voor de Rotterdamse club op 5 augustus 2021, in de uitwedstrijd tegen FC Luzern in de derde kwalificatieronde van de UEFA Europa Conference League. Zijn debuut in het Stadion Feijenoord volgde een week later in het terugduel. Op 15 augustus 2021 kwam Trauner voor het eerst in actie in de Eredivisie, bij de 0–4 zege op Willem II. Sinds zijn komst had hij een basisplaats in de centrale verdediging, maar in de laatste weken voor de winterstop miste hij enkele wedstrijden wegens blessureleed. Feyenoord eindigde het seizoen als derde in de Eredivisie en bereikte de finale van de Conference League, die met 1–0 verloren ging tegen AS Roma. Na afloop van het seizoen werd Trauner door de UEFA opgenomen in het Conference League Team van het Jaar.
In Trauners tweede seizoen bij Feyenoord werd hij benoemd tot vice-aanvoerder, achter Orkun Kökçü. In de eerste seizoenshelft miste hij geen minuut van de Feyenoord-wedstrijden. In december 2022 liep hij op een training een meniscusblessure op, waardoor hij twee maanden niet inzetbaar was. Hij maakte zijn rentree als vervanger van Mats Wieffer in het competitieduel met Fortuna Sittard (2–4 zege) op 26 februari 2023. Op 21 maart 2023 verlengde hij zijn contract bij Feyenoord met een jaar, tot medio 2026. Aan het eind van het seizoen werd Feyenoord voor de vijftiende keer landskampioen. Door een nieuwe blessure kon Trauner er in de laatste wedstrijden niet bij zijn. Voorafgaand aan het seizoen 2023/24 werd Trauner na het vertrek van Kökçü benoemd tot eerste aanvoerder. Doordat hij nog niet was hersteld van zijn blessure, miste hij de Johan Cruijff Schaal, die Feyenoord op 4 augustus 2023 met 0–1 verloor van PSV. Op 19 september 2023 debuteerde hij in het hoofdtoernooi van de UEFA Champions League, bij een 2–0 thuiszege op Celtic FC. In het seizoen 2023/24 miste Trauner in totaal ruim drie maanden door blessureleed. Feyenoord won op 21 april 2024 de KNVB Beker door de finale met 1–0 te winnen van N.E.C.. Trauner speelde die dag zijn honderdste wedstrijd voor Feyenoord door Bart Nieuwkoop te vervangen. Hij maakte op 19 mei 2024 zijn eerste doelpunt voor de club; het was de openingstreffer in een 4–0 overwinning tegen Excelsior Rotterdam op de slotdag van de Eredivisie.
Ook bij de editie van 2024 miste Trauner vanwege blessureleed de strijd Johan Cruijff Schaal, die na strafschoppen werd gewonnen tegen PSV. Bij een 4–2 zege op Sparta Praag op 11 december 2024 scoorde hij voor het eerst in het hoofdtoernooi van de UEFA Champions League, waarin Feyenoord de achtste finales bereikte. Trauner moest ook dit seizoen wegens blessureleed meerdere wedstrijden missen.

## Clubstatistieken
| Seizoen        | Club           | Competitie     | Competitie | Competitie | Beker | Beker | Internationaal | Internationaal | Totaal | Totaal |
| Seizoen        | Club           | Competitie     | Wed.       | Dlp.       | Wed.  | Dlp.  | Wed.           | Dlp.           | Wed.   | Dlp.   |
| -------------- | -------------- | -------------- | ---------- | ---------- | ----- | ----- | -------------- | -------------- | ------ | ------ |
| 2010/11        | LASK           | Bundesliga     | 13         | 0          | 2     | 0     | —              | —              | 15     | 0      |
| 2011/12        | LASK           | 1. Liga        | 0          | 0          | 0     | 0     | —              | —              | 0      | 0      |
| Clubtotaal     | Clubtotaal     | Clubtotaal     | 13         | 0          | 2     | 0     | 0              | 0              | 14     | 0      |
| 2012/13        | SV Ried        | Bundesliga     | 15         | 0          | 2     | 0     | —              | —              | 17     | 0      |
| 2013/14        | SV Ried        | Bundesliga     | 21         | 0          | 2     | 0     | —              | —              | 23     | 0      |
| 2014/15        | SV Ried        | Bundesliga     | 29         | 1          | 2     | 0     | —              | —              | 31     | 1      |
| 2015/16        | SV Ried        | Bundesliga     | 29         | 4          | 2     | 0     | —              | —              | 31     | 4      |
| 2016/17        | SV Ried        | Bundesliga     | 10         | 0          | 0     | 0     | —              | —              | 10     | 0      |
| Clubtotaal     | Clubtotaal     | Clubtotaal     | 104        | 5          | 8     | 0     | 0              | 0              | 112    | 5      |
| 2017/18        | LASK           | Bundesliga     | 31         | 1          | 3     | 0     | —              | —              | 34     | 1      |
| 2018/19        | LASK           | Bundesliga     | 28         | 4          | 5     | 1     | 4              | 0              | 37     | 5      |
| 2019/20        | LASK           | Bundesliga     | 28         | 3          | 4     | 1     | 13             | 2              | 45     | 6      |
| 2020/21        | LASK           | Bundesliga     | 29         | 4          | 6     | 0     | 6              | 1              | 41     | 5      |
| 2021/22        | LASK           | Bundesliga     | 0          | 0          | 1     | 0     | —              | —              | 1      | 0      |
| Clubtotaal¹    | Clubtotaal¹    | Clubtotaal¹    | 129        | 12         | 21    | 2     | 23             | 3              | 173    | 17     |
| 2021/22        | Feyenoord      | Eredivisie     | 30         | 0          | 1     | 0     | 15             | 0              | 46     | 0      |
| 2022/23        | Feyenoord      | Eredivisie     | 19         | 0          | 2     | 0     | 10             | 0              | 31     | 0      |
| 2023/24        | Feyenoord      | Eredivisie     | 19         | 1          | 4     | 0     | 4              | 0              | 27     | 1      |
| 2024/25        | Feyenoord      | Eredivisie     | 11         | 0          | 0     | 0     | 9              | 1              | 20     | 1      |
| Clubtotaal     | Clubtotaal     | Clubtotaal     | 79         | 1          | 7     | 0     | 38             | 1              | 123    | 2      |
| Carrièretotaal | Carrièretotaal | Carrièretotaal | 312        | 18         | 36    | 2     | 61             | 4              | 408    | 24     |

¹ Dit bevat een totaal van beide periodes bij de club.

Bijgewerkt t/m 25 maart 2025.

## Interlandcarrière

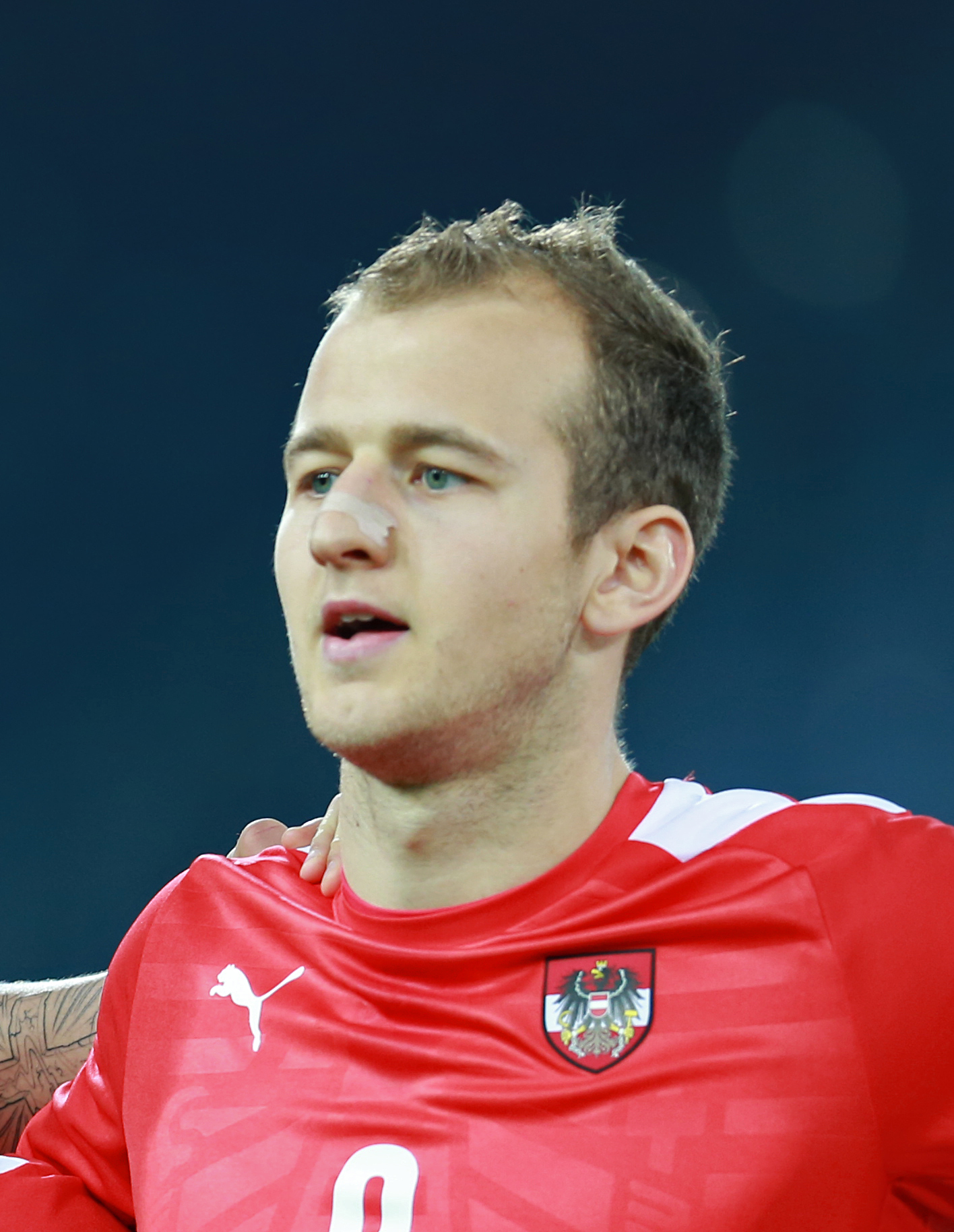
Trauner voor Jong Oostenrijk in maart 2014

Trauner kwam uit voor Oostenrijk onder 18, onder 19 en onder 21 en nam met Oostenrijk onder 19 deel aan het EK onder 19 van 2010 in Frankrijk. Op dit toernooi kwam hij in actie in elk van de drie (groeps)wedstrijden van Oostenrijk en was hij trefzeker tegen Engeland onder 19.
Op 16 oktober 2018 debuteerde Trauner onder leiding van Franco Foda voor de nationale ploeg van Oostenrijk, in een vriendschappelijke wedstrijd tegen Denemarken. In de 78ste minuut verving hij Louis Schaub. In november 2020 werd Trauner opnieuw opgeroepen voor het nationale elftal van Oostenrijk. Hij startte in een oefeninterland tegen Luxemburg en maakte de eerste treffer bij een 0–3 overwinning. Hij speelde in 2021 nog drie interlands, maar werd niet opgeroepen voor het EK 2020. Na een ruim jaar afwezigheid keerde Trauner onder leiding van bondscoach Ralf Rangnick terug bij het elftal voor wedstrijden in juni 2022. Hij speelde drie wedstrijden als basisspeler in de hoogste divisie van de UEFA Nations League, waaruit Oostenrijk degradeerde. Trauner werd op 7 juni 2024 door Rangnick opgenomen in de Oostenrijkse selectie voor het EK 2024 in Duitsland. Oostenrijk werd groepswinnaar in een groep met Frankrijk, Nederland en Polen en werd in de achtste finales uitgeschakeld met een 1–2 nederlaag tegen Turkije. Trauner kwam in actie tegen Frankrijk en scoorde tegen Polen, maar ontbrak vervolgens door blessureleed. Trauner kreeg op 23 maart 2025 zijn eerste rode kaart in het interlandvoetbal, bij een nederlaag tegen Servië in een play-off om promotie.
| Interlands van Gernot Trauner voor Oostenrijk | Interlands van Gernot Trauner voor Oostenrijk | Interlands van Gernot Trauner voor Oostenrijk | Interlands van Gernot Trauner voor Oostenrijk | Interlands van Gernot Trauner voor Oostenrijk | Interlands van Gernot Trauner voor Oostenrijk |
| №                                             | Datum                                         | Wedstrijd                                     | Uitslag                                       | Competitie                                    | Goals                                         |
| 5                                             | Als speler bij LASK                           | Als speler bij LASK                           | Als speler bij LASK                           | Als speler bij LASK                           | 1                                             |
| --------------------------------------------- | --------------------------------------------- | --------------------------------------------- | --------------------------------------------- | --------------------------------------------- | --------------------------------------------- |
| 1                                             | 16 oktober 2018                               | Denemarken – Oostenrijk                       | 2 – 0                                         | Vriendschappelijk                             |                                               |
| 2                                             | 11 november 2020                              | Luxemburg – Oostenrijk                        | 0 – 3                                         | Vriendschappelijk                             | 61'                                           |
| 3                                             | 18 november 2020                              | Oostenrijk – Noorwegen                        | 1 – 1                                         | UEFA Nations League B 2020/21                 |                                               |
| 4                                             | 28 maart 2021                                 | Oostenrijk – Faeröer                          | 3 – 1                                         | Kwalificatie WK 2022                          |                                               |
| 5                                             | 31 maart 2021                                 | Oostenrijk – Denemarken                       | 0 – 4                                         | Kwalificatie WK 2022                          |                                               |
| 11                                            | Als speler bij Feyenoord                      | Als speler bij Feyenoord                      | Als speler bij Feyenoord                      | Als speler bij Feyenoord                      | 1                                             |
| 6                                             | 3 juni 2022                                   | Kroatië – Oostenrijk                          | 0 – 3                                         | UEFA Nations League A 2022/23                 |                                               |
| 7                                             | 10 juni 2022                                  | Oostenrijk – Frankrijk                        | 1 – 1                                         | UEFA Nations League A 2022/23                 |                                               |
| 8                                             | 13 juni 2022                                  | Denemarken – Oostenrijk                       | 2 – 0                                         | UEFA Nations League A 2022/23                 |                                               |
| 9                                             | 16 november 2022                              | Andorra – Oostenrijk                          | 0 – 1                                         | Vriendschappelijk                             |                                               |
| 10                                            | 24 maart 2023                                 | Oostenrijk – Azerbeidzjan                     | 4 – 1                                         | Kwalificatie EK 2024                          |                                               |
| 11                                            | 8 juni 2024                                   | Zwitserland – Oostenrijk                      | 1 – 1                                         | Vriendschappelijk                             |                                               |
| 12                                            | 17 juni 2024                                  | Oostenrijk – Frankrijk                        | 0 – 1                                         | EK 2024                                       |                                               |
| 13                                            | 21 juni 2024                                  | Polen – Oostenrijk                            | 1 – 3                                         | EK 2024                                       | 9'                                            |
| 14                                            | 10 oktober 2024                               | Oostenrijk – Kazachstan                       | 4 – 0                                         | UEFA Nations League B 2024/25                 |                                               |
| 15                                            | 13 oktober 2024                               | Oostenrijk – Noorwegen                        | 5 – 1                                         | UEFA Nations League B 2024/25                 |                                               |
| 16                                            | 23 maart 2025                                 | Servië – Oostenrijk                           | 2 – 0                                         | UEFA Nations League B 2024/25                 |                                               |

Bijgewerkt t/m 25 maart 2025.

## Erelijst
| Eredivisie           | 1× | 2022/23 |
| KNVB Beker           | 1× | 2023/24 |
| Johan Cruijff Schaal | 1× | 2024    |

## Trivia
- Trauner is een zoon van Günther Trauner, die zelf dertig jaar voetbalde, en Gabriel Trauner en een broer van de twee jaar oudere Peter Trauner, waarmee Gernot Trauner in zijn jeugd vaak voetbalde.[5]
- Trauner speelt tijdens bijna al zijn wedstrijden met een neuspleister. Hij begon met deze pleister te spelen bij SV Ried, nadat de fysiotherapeut Peter Grüblinger had aangeraden de pleister te gebruiken voor een betere ademhaling.[29] Toenmalig teamgenoot Thomas Reifeltshammer gebruikte al een neuspleister en vertelde Trauner dat een neuspleister kon helpen bij het koppen.[5]
- Trauner is getrouwd met Judith Trauner. Zij leerden elkaar kennen via de nicht van Gernot en het internet. Zij gingen samenwonen in Ried en kregen drie kinderen.